# Redaxo
Redaxo (Eigenschreibweise REDAXO) ist ein freies Content-Management-System (CMS) für Websites. Es basiert auf der Skriptsprache PHP und verwendet als Datenbank MySQL oder MariaDB. Redaxo wurde ab 1999 von der Agentur Pergopa (später Yakamara) mit dem Ziel als einfaches, schnell zu erlernendes Redaktionssystem entwickelt, steht seit Anfang 2004 unter der GNU General Public License und mit Erscheinen der Version 5 Anfang 2016 unter der MIT-Lizenz.

## Modularer Aufbau

### Kategorien und Artikel
Die Grundstruktur der Inhalte wird in Redaxo über eine Baumstruktur von Kategorien abgebildet, die Artikel enthalten. Jeder Artikel steht dabei für eine Einzelseite innerhalb der Website.

### Inhaltsmodule
Der Inhalt eines Artikels wird über beliebig viele Inhaltsmodule aufgebaut, die individuell von den Entwickelnden angelegt werden können. Sowohl die Moduleingabe als auch die Modulausgabe ist dabei gezielt steuerbar. Das ermöglicht zum einen, dass Inhalte, die ins System eingegeben werden, geprüft und verarbeitet werden können, bevor sie in der Datenbank abgelegt werden, und es ermöglicht zum anderen, dass die Inhalte in frei definierbarer Form auf der Website ausgegeben werden können.
Jede Bearbeitung eines Artikels kann protokolliert werden (seit Redaxo 5.2), so dass die Versionsgeschichte eines Artikels nachverfolgt und rückwirkend angepasst werden kann.

### Sprachen
Redaxo unterstützt die Nutzung mehrerer Sprachen für eine Website. Alle Kategorien und Artikel werden dann in jeder definierten Sprache vorgehalten und können unabhängig voneinander gepflegt werden. Inhalte können von einer Sprache in andere kopiert werden, und sprachunabhängige Inhalte können in allen Sprachen ausgegeben werden.

### Medien
Bilder und andere Medienobjekte werden in einem zentralen Medienpool hinterlegt und können über ihren Namen oder ihre ID eindeutig referenziert werden. Ein Mediengenerator ermöglicht die Verarbeitung eines Mediums, bevor es auf der Website ausgegeben wird. Die Art der Verarbeitung kann frei definiert werden und besteht z. B. aus der Skalierung von Bildern, der Anwendung von Bildeffekten oder der Bereitstellung eines Dokuments zum Herunterladen.

### Metadaten
Verschiedenste Elemente innerhalb des Systems, etwa Kategorien, Artikel, Medien oder Sprachen, können mit frei definierbaren Metadaten versehen werden, z. B. für Beschreibungen von Bildern, Schlagworte für Artikel oder die Sichtbarkeit von Kategorien.

### Templates
Neben Inhaltsmodulen werden Templates verwendet, um die Ausgabe von Inhalten zu strukturieren. Templates können ebenso frei definiert werden wie Module und beschreiben oftmals die verschiedenen Seitentypen einer Website, z. B. Startseite, Kategorieseite oder Detailseite. Und auch für die Ausgabe in verschiedenen Kontexten, etwa als JSON oder RSS-Feed, bietet sich die Nutzung von Templates an.
Templates können beliebig viele Spalten oder Inhaltsbereiche enthalten, die als cTypes bezeichnet werden, und die typischerweise die Bestandteile einer Seite beschreiben, etwa Kopfbereich, Randspalte oder Fußzeile.

## Framework
Das System lässt sich mittels Plug-ins (hier AddOns genannt) erweitern, die über den integrierten Installer bezogen werden können. Extension Points (in anderen Systemen oftmals als Hooks bezeichnet) innerhalb von AddOns ermöglichen, an markanten Stellen innerhalb des Systemprozesses einzuhaken, um Funktionalität einzubringen.
Aufgrund seiner Struktur mit frei definierbaren Templates und Inhaltsmodulen, die die Datenstruktur der Inhalte und ihre Ausgabe bestimmen, ist Redaxo kein System, das nach seiner Installation bereits produktionsfertige Websites ausliefern kann. Auch kann eine bestehende Website nicht ohne Weiteres in ihrem Aussehen verändert werden, indem ein anderer Skin (im Umfeld von Content-Management-Systemen oft Theme genannt) ausgewählt wird. Redaxo kennt das Konzept von vorgefertigten Themes nicht, sondern es agiert vielmehr als Framework, das verschiedenste Werkzeuge bereitstellt, um Websites zu entwickeln.
Dementsprechend ist eine neue Redaxo-Installation zu Beginn üblicherweise leer, enthält weder Inhalte noch vordefinierte Templates oder Module. Innerhalb der Community werden jedoch verschiedene Beispielwebsites als AddOns angeboten.

## Versionshistorie
| Version | Unterversion | Veröffentlichung | Anmerkungen |
| --- | ------------ | ---------------- | --- |
| 2.x | 2.7.1        | August 2004      | |
| 2.x | 2.7.4        | November 2004    | |
| 3.x | 3.0          | August 2005      | |
| 3.x | 3.1          | November 2005    | Extension Points, cTypes |
| 3.x | 3.2          | April 2006       | |
| 4.x | 4.0          | Oktober 2007     | Neue Ordnerstruktur, Accesskeys, rexVars API, rexGlobales API, Medienpool-Synchronisation                                                                 |
| 4.x | 4.1          | März 2008        | be_search-AddOn |
| 4.x | 4.2          | April 2009       | Startseite und Standardtemplate festlegbar, Benutzerprofilseite, rex_navigation-Klasse                                                                    |
| 4.x | 4.3          | Mai 2010         | Image-Manager-AddOn (Bildgenerierung), Dashboard-AddOn und Cronjob-AddOn, Mountpoints                                                                     |
| 4.x | 4.4          | Juni 2012        | |
| 4.x | 4.5          | April 2013       | Nur noch UTF-8-Zeichensatz, sha1 für Passwortverschlüsselung, Laufzeitlevels für Extension Points, XForm- und Community-AddOn                             |
| 4.x | 4.6          | April 2014       | Installer (Download, Update und Upload von AddOns), neuer Ordner für AddOn-Daten, Customizer-PlugIn                                                       |
| 4.x | 4.7          | April 2016       | Unterstützung von PHP 7 |
| 4.x | 4.7.3        | Dezember 2018    | |
| 5.x | 5.0          | Januar 2016      | Neue Code-Basis und Dateistruktur, Auslagerung von Kernfunktionalität in AddOns, Benutzerrollen, neues Backend-Design                                     |
| 5.x | 5.1          | März 2016        | Status (online/offline) und Metainformationen für Sprachen                                                                                                |
| 5.x | 5.2          | Juli 2016        | Markdown-Parser, project-AddOn für projektspezifische Daten, history-PlugIn zur Protokollierung von Artikelanpassungen                                    |
| 5.x | 5.3          | Februar 2017     | Funktion dump() zur Debug-Ausgabe, Whoops für Fehlerseiten, Cronjob-Umgebung „Skript“, Benutzer können mehrere Rollen bekommen                            |
| 5.x | 5.4          | Oktober 2017     | Kommandozeilen-Skripte für AddOns, Passwort-Richtlinien, Unterstützung von WebP                                                                           |
| 5.x | 5.5          | Dezember 2017    | CSRF-Schutz, Italienische Sprache im Backend, neue Konsolen-Kommandos                                                                                     |
| 5.x | 5.6          | Juni 2018        | Identität wechseln, Übersicht der Paket-Lizenzen, rex_config_form, utf8mb4 bei SQL-Verbindung                                                             |
| 5.x | 5.7          | März 2019        | Zentrale Logdateien, Systembericht, E-Mail-Benachrichtigung bei Fehlern, Editor-Integration, Niederländische Sprache im Backend, letzte Version für PHP 5 |
| 5.x | 5.8          | August 2019      | PHP 7.1.3 als Mindestversion, Assets nutzen immutable cache, im Debug-Modus wird das Frontend vor Crawlern versteckt                                      |
| 5.x | 5.9          | Februar 2020     | Unterstützung von PHP 7.4, MySQL 8 und utf8mb4 (vollständiger Unicode-Zeichensatz), Installation in der Konsole, zentraler Ordner für Logdateien          |
| 5.x | 5.10         | März 2020        | Status (online/offline) von Slices, Modul- und Template-Keys, Installation von AddOns in der Konsole                                                      |
| 5.x | 5.11         | Juli 2020        | Neues Debug-AddOn zur Analyse der Laufzeitumgebung |
| 5.x | 5.12         | März 2021        | PHP 7.3 als Mindestversion, Setup im laufenden Betrieb, neue Login-Seite, überarbeitetes User Interface                                                   |
| 5.x | 5.13         | November 2021    | Dark Mode, überarbeitete Navigation, generische Medientypen                                                                                               |
| 5.x | 5.14         | Juli 2022        | |
| 5.x | 5.15         | Februar 2023     | PHP 8.1 als Mindestversion, Sessionverwaltung im Backend, Login mittels Passkey/WebAuthn, Unterstützung von AVIF                                          |
| 5.x | 5.16         | Februar 2024     | Live-Modus für Produktivumgebungen, Russische Sprache im Backend, neue Icons                                                                              |
| 5.x | 5.17         | März 2024        | |
| 5.x | 5.18         | Oktober 2024     | |
| 5.x | 5.19         | Juli 2025        | |
| Legende:Ältere Version; nicht mehr unterstütztÄltere Version; noch unterstütztAktuelle VersionZukünftige Version |              |                  | |